# جيمس إس. روبنسون
جيمس إس. روبنسون (بالإنجليزية: James S. Robinson)‏ هو صحفي وضابط ومُحرِّر وسياسي أمريكي، ولد في 14 أكتوبر 1827 في مانسفيلد في الولايات المتحدة، وتوفي في 14 يناير 1892 في كنتن في الولايات المتحدة. حزبياً، نشط في الحزب الجمهوري. وقد انتخب عضو مجلس النواب الأمريكي.